# Maria Laufer-Herbst
Maria Laufer-Herbst (* 17. September 1943 in Chemnitz) ist eine deutsche Grafikerin und Malerin.

## Leben und Werk
Maria Laufer-Herbst, geb. Herbst, absolvierte eine Lehrausbildung als Musterzeichnerin. Von 1963 bis 1966 studierte sie Textilgestaltung an der Fachschule für angewandte Kunst Schneeberg und von 1966 bis 1971 Grafik bei Gerhard Kettner und Günter Horlbeck an der Hochschule für Bildende Künste Dresden (HfBK). Für ihr Diplom schuf sie eine Grafikfolge Der stille Don, die als Geschenkmappe und als Vorlage zur künstlerischen Ausgestaltung eines neuen Bildungszentrums in Cottbus dienen sollte.
An der HfBK war sie von 1971 bis 1975 in der Lehre tätig, zuletzt als Lehrbeauftragte. Seit 1975 arbeitet sie als freischaffende Malerin und Grafikerin in Dresden. Ihre bevorzugten Techniken sind der Holzschnitt und der Linolschnitt. Maria Laufer-Herbst war bis 1990 Mitglied des Verbands Bildender Künstler der DDR.

## Werkbeispiele
- Solidarität (1975, Kreide/Tusche-Zeichnung, 53,5 × 41,5 cm)[2]
- Wir müssen sorgen, dass uns der Frieden bleibt (1981, Folge von Farbholzschnitten; u. a. Blatt 6: Dass die Liebe nicht ins Nichts vergeht; 35,5 × 48 cm)[3]
- Der Träumer. Zu Wassili Schukschin „Aljoscha der Unbewachte“ (1984, Farbholzschnitt)[4]
- In der Hütte (1980, Farblinolschnitt, 37 × 41 cm)[5]

- Unsere Stadt (1984, Acryl, 41 × 56,3 cm; aus dem Zyklus Das Glück des Friedens zu behüten)
- Unsere Stadt (1985, Farbholzschnitt, 38,5 × 50 cm; aus dem Zyklus Das Glück des Friedens zu behüten)
- Der Agressor stürzt in den Tod (1985, Farbholzschnitt, 33,5 × 51 cm; aus dem Zyklus Das Glück des Friedens zu behüten)
- Das Glück des Friedens zu behüten (1985, Holzschnitt, 50,6 × 39,5 cm; aus dem gleichnamigen Zyklus)

- Stillleben mit Blumenstrauß und Wellensittich (1987, Farblinolschnitt, 33,5 × 49,7 cm)[6]
- Landschaft mit Baum (1986, Farbholzschnitt, 32,5 × 49 cm)[7]
- Orangerie Schloss Wiepersdorf (1989, Gouache und Tempera, 41 × 59,2 cm)[8]
- Die Möwe (1996, Farbholzschnitt; Kunstsammlung der Wismut GmbH, Chemnitz)[9]

## Ausstellungen (unvollständig)

### Einzelausstellungen
- 1980: Dresden, Galerie West
- 1989: Dresden, Galerie Kunst der Zeit (Holzschnitte, mit Eva-Maria Forker)

### Ausstellungsbeteiligungen in der DDR
- 1977/1978 und 1987/1988: Dresden, VIII. und X. Kunstausstellung der DDR
- 1978: Frankfurt/Oder, Galerie Junge Kunst („Junge Künstler der DDR“)
- 1979 und 1985: Dresden, Bezirkskunstausstellung
- 1982: Dresden, Neue Dresdener Galerie („Chronik ´81“)
- 1984: u. a. Berlin („100 ausgewählte Grafiken“)
- 1986: Cottbus, Staatliche Kunstsammlung („Soldaten des Volkes - dem Frieden verpflichtet“)
- 1986: Magdeburg, Kloster Unser Lieben Frauen („Grafik in den Kämpfen unserer Tage“)
- 1987: Leipzig, Museum der bildenden Künste („Leb und vergiss nicht. Graphik und Zeichnung von Künstlern der DDR zu russischer und sowjetischer Literatur“)
- 1989: Berlin, Akademie-Galerie im Marstall („Bauleute und ihre Werke. Widerspiegelungen in der bildenden Kunst der DDR“)